# OTMA

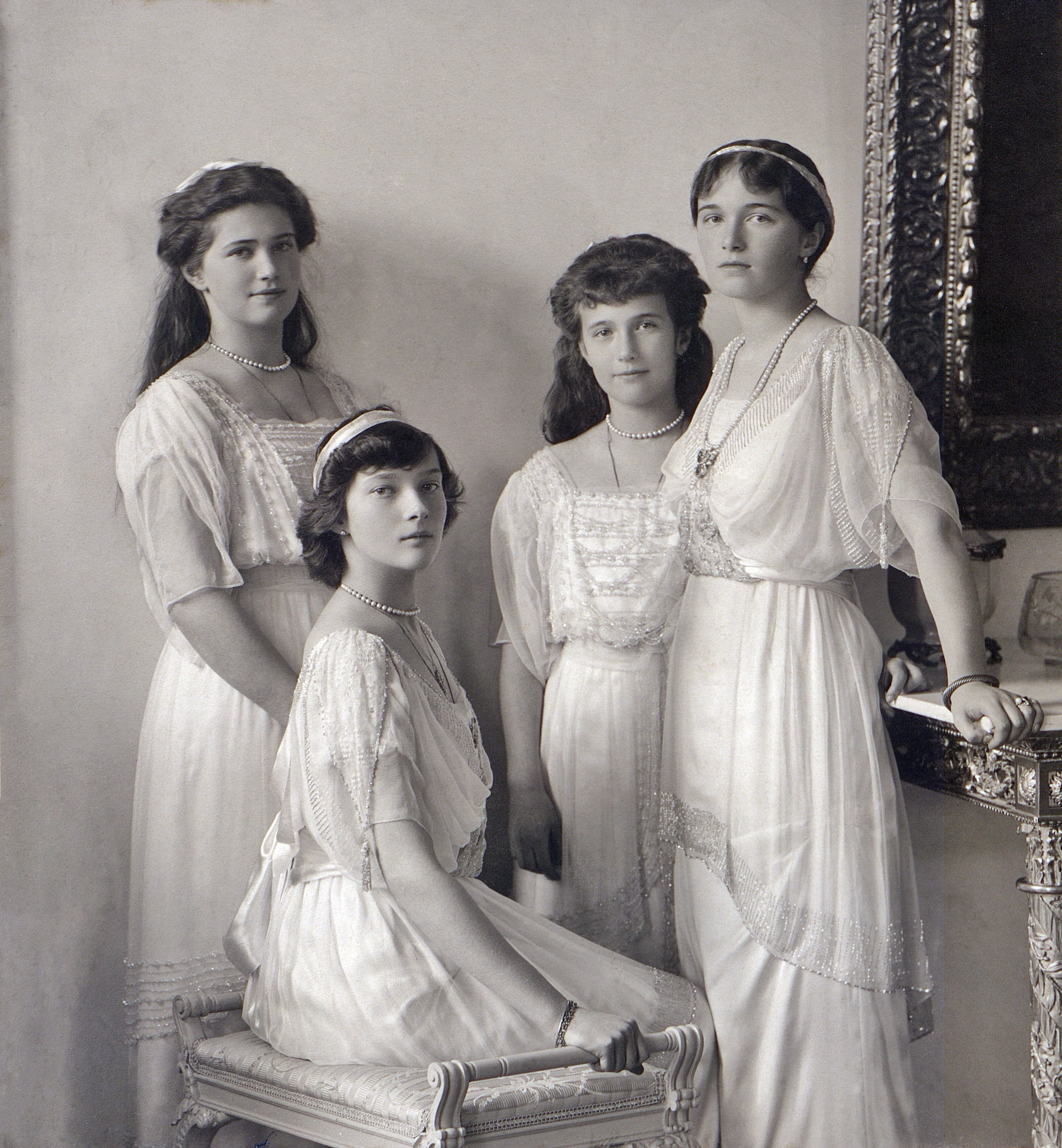
1914년의 OTMA

OTMA는 러시아 제국의 마지막 황제 니콜라이 2세의 네 명의 딸의 이니셜을 말한다.
- 올가 니콜라예브나 여대공(영어: Grand Duchess Olga Nikolaevna of Russia, 러시아어: Великая Княжна Ольга Николаевна Романова, 1895년 11월 15일 ~ 1918년 7월 17일)
- 타티야나 니콜라예브나 여대공(영어: Grand Duchess Tatiana Nikolaevna of Russia, 러시아어: Великая Княжна Татьяна Николаевна Романова, 1897년 6월 10일 ~ 1918년 7월 17일)
- 마리야 니콜라예브나 여대공(영어: Grand Duchess Maria Nikolaenva of Russia, 러시아어: Великая Княжна Мария Николаевна Романова, 1899년 6월 26일 ~ 1918년 7월 17일)
- 아나스타시야 니콜라예브나 여대공(영어: Grand Duchess Anastasia Nikolaevna of Russia, 러시아어: Великая Княжна Анастасия Николаевна Романова, 1901년 6월 18일 ~ 1918년 7월 17일)

가끔 알렉세이 니콜라예비치 황태자(영어: Alexei Nikolaevich, Tsarevich of Russia, 러시아어: Цесаревич Алексей Николаевич Poмaнoв, 1904년 8월 12일 ~ 1918년 7월 17일)를 포함했을 때는 알렉세이의 A를 추가하여 OTMAA라고 불리기도 한다.

## 사진

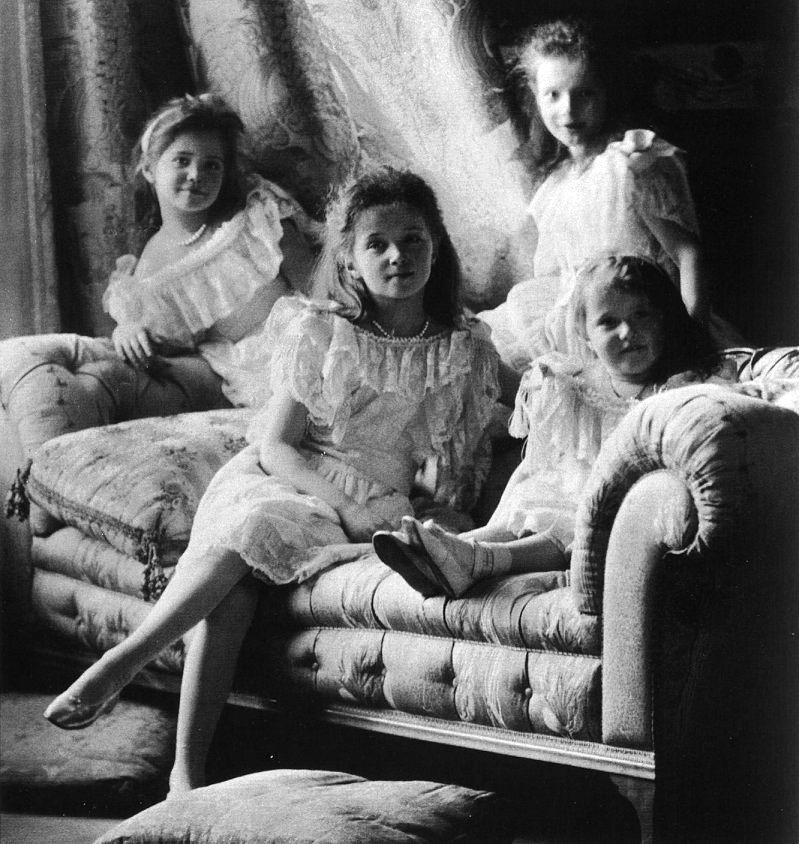
1904년 OTMA의 모습
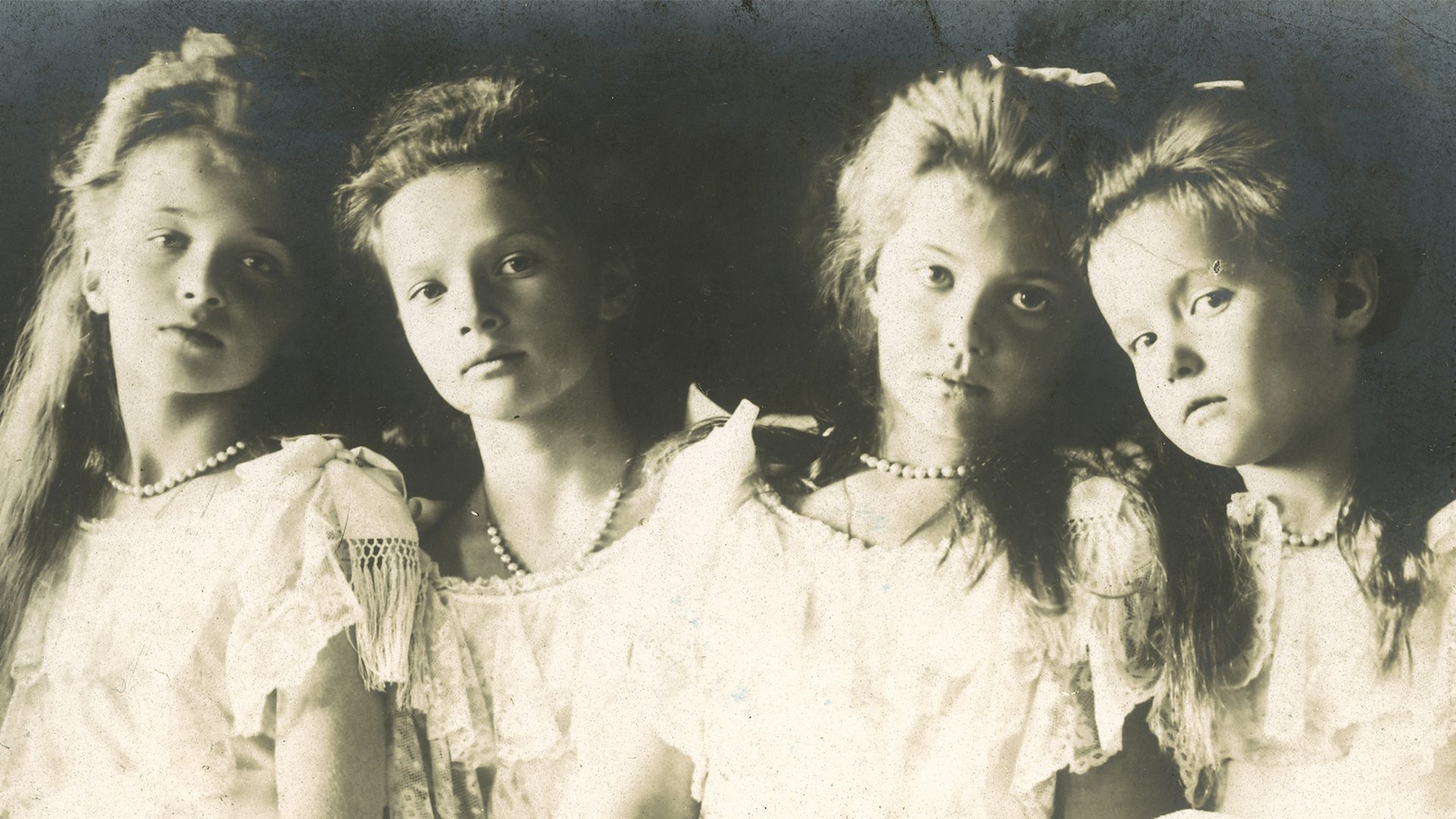
1906년 마리야 니콜라예브나 여대공, 아나스타시야 니콜라예브나 여대공의 사진
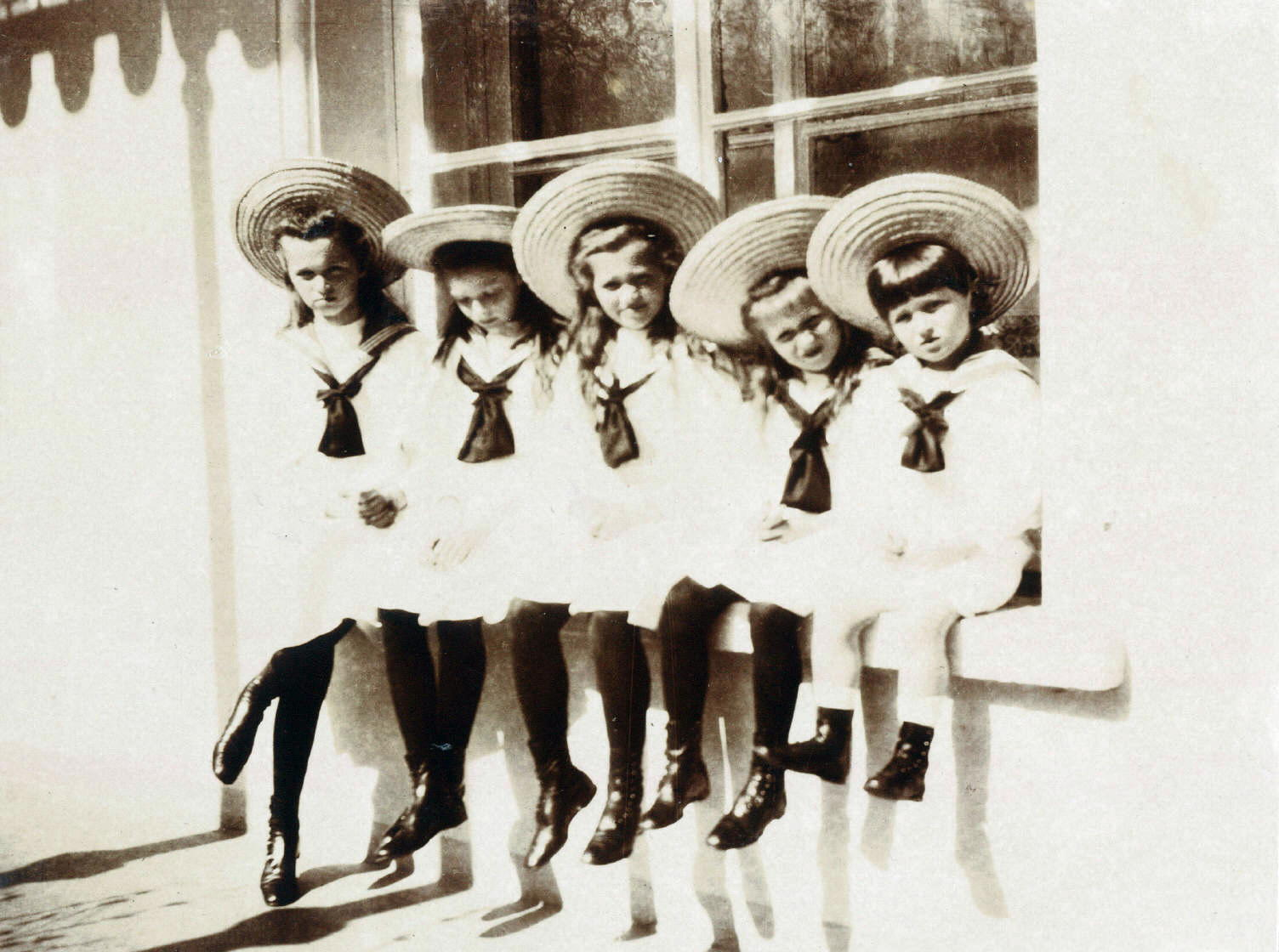
1907년의 OTMAA